# زيد بن الحسن
زيد بن الحسن بن علي بن أبي طالب، هو ابن الحسن بن علي، ومن أصحاب علي السجاد. وتوفي سنة 120 هـ، بين مكة والمدينة بموضع يقال له ساجر وهو ابن تسعين سنة، ودفن في البقيع. وهو والد أمير المدينة الحسن بن زيد.
روى عن أبيه وعبد الله بن عباس، وجابر بن عبد الله، وروى عنه ابنه ويزيد بن عياض بن جعدبة وأبو معشر نجيح وعبد الرحمن بن أبي الموال، ذكره ابن حبان في الثقات، وقد كتب عمر بن عبد العزيز: «إن زيد بن الحسن شريف بني هاشم فأدوا إليه صدقات رسول الله ﷺ»، وقيل كان يتعجب الناس من عظم خلقته، عاش تسعين سنة وللشعراء فيه مدائح مات بعد المئة.

## نسبه
هو:  زيد بن الحسن بن علي بن أبي طالب بن عبد المطلب بن هاشم بن عبد مناف بن قصي بن كلاب بن مرة بن كعب بن لؤي بن غالب بن فهر بن مالك بن قريش بن كنانة بن خزيمة بن مدركة بن إلياس بن مضر بن نزار بن معد بن عدنان.

## أبناؤه
ولد زيد أربعة ذكور:
- محمد بن زيد بن الحسن بن علي بن أبي طالب أمه أم ولد، قتل بالطف، ذكره ابن سعد في الطبقات، والأصيلي في أنساب الطالبيين.
- أبو الحسين يحيي بن زيد بن الحسن بن علي بن طالب، ذكره الأصيلي في أنساب الطالبيين.
- الحسين بن زيد بن الحسن البسط بن علي بن أبي طالب وبه يكني، وانتهي عقبة إلي أحمد سماك بن محمد بن الحسين بن زيد بن الحسن بن علي بن أبي طالب، ذكره الأصيلي في أنساب الطالبيين.
- أمير المدينة أبو محمد الحسن بن زيد بن الحسن بن علي بن أبي طالب، وفيه البيت والعدد، أمه أم ولد يقال لها زجاجة تلقب برفق ذكره أبو نصر البخاري في سر السلسلة العلوية.